# 1976년 대한민국의 영화
다음은 1976년에 대한민국에 개봉한 영화에 관하여 서술한다.

## 흥행 주요 기록
<그레이트 후라이데이(H-Bomb)>가 서울 22만 5545명으로 1위, <벤지>가 20만 4709명으로 2위, <위대한 개츠비>가 145,293명으로 3위, <알프스 대탈출(Hannibal Brooks)>이 10만 명으로 4위를 기록했다. 연감 측 기록 외에는 <사랑의 스잔나>가 서울 266,712명을 기록했고, <로보트 태권브이>가 경향신문 12월 17일자에 따르면 서울 관객 133,600여명의 관객을 불렀다고 한다. 이외에도 <여자들만 사는 거리>(78,921명), <진짜 진짜 잊지마>(66,372명), <걷지말고 뛰어라>(47,985명), <킹콩의 대역습>(42,509명)이 뒤를 이었다. 한국 영화 연감 자료집이 만들어지고 극장 개봉 영화 관객 수를 집계한 첫 해 였던 데다가 아직 서울 개봉관들과 공조 체계가 잡히게 되지 않아 4개 영화만 집계가 이루어졌다.

## 이벤트 및 수상
- 제12회 한국 연극 영화 TV 예술상
- 제15회 대종상 영화제